# Barbara Rutz
Barbara Rutz (ur. 22 lipca 1995) – polska szpadzistka, brązowa medalistka mistrzostw świata.
Podczas mistrzostw świata w Lipsku w 2017 roku Polki w składzie: Renata Knapik-Miazga, Ewa Nelip, Magdalena Piekarska i Barbara Rutz zdobyły drużynowo brązowy medal. Była też siódma drużynowo i czternasta indywidualnie na mistrzostwach świata w Wuxi rok później.
Zdobyła również srebrny medal drużynowo na mistrzostwach Europy w Nowym Sadzie w 2018 roku.
Nigdy nie wzięła udziału w igrzyskach olimpijskich.